# Comédia infantil (film)
Comédia infantil är en svensk-portugisisk-moçambikisk dramafilm från 1998 regisserad av Solveig Nordlund. Filmen baserar sig på Henning Mankells roman med samma namn. Den handlar om gatubarn i Moçambique och filmen spelades in i Maputo med gatubarn och skådespelare från den lokala teatern Teatro Avenida som Mankell var knuten till. Filmen nominerades till Guldbaggen för bästa film 1999. 